# Allard
Allard Motor Company – dawne brytyjskie przedsiębiorstwo zajmujące się produkcją samochodów sportowych.
Przedsiębiorstwo założone zostało w 1946 roku, a jego siedziba mieściła się w Londynie. W 1966 roku przedsiębiorstwo zakończyło działalność, wkrótce po śmierci założyciela – Sydneya Allarda.